# Марта Міка
Марта Міка (пол. Marta Mika; нар. 8 серпня 1983, Польща) — польська футболістка та тренерка, захисниця.

## Клубна кар'єра
Футбольну кар'єру розпочала в «Голі» (Ченстохова). Потім виступала за «Мітеч» (Живець). Починаючи з весняної частини сезону 2009/10 років захищала кольори «Унія» (Ратибор), у футболці якого тричі вигравала чемпіонат Польщі. У жіночій лізі чемпіонів УЄФА дебютувала 22 вересня 2010 року в програному (1:2) домашньому поєдинку проти данського «Бронбю». Марта вийшла на поле в стартовому складі та відіграла увесь матч. Першим голом у жіночих єврокубках відзначилася 11 серпня 2012 року на 85-й хвилині переможного (5:0) домашнього поєдинку проти братиславського «Слована». Міка вийшла на поле в стартовому складі та відіграла увесь матч, а на 51-й хвилині отримала жовту картку. Загалом у Лізі чемпіонів зіграла 10 матчів, в яких відзначилася 3-ма голами.
Влітку 2015 року перебралася до «Гоєна». У футболці ноєндорфського клубу дебютувала 30 серпня 2015 року в програному (0:1) виїзному поєдинку 1-го туру Другої Бундесліги проти «Гютерсло». Марта вийшла на поле в стартовому складі та відіграла увесь матч. Єдиним голом за «Гоєн» відзначилася 15 травня 2016 року на 53-й хвилині переможного (3:2) поєдинку 22-го туру Другої Бундесліги проти «Турбіне II» (Потсдам). Міка вийшла на поле в стартовому складі та відіграла увесь матч. У сезоні 2015/16 років зіграла 24 матчі (1 гол) у Другій Бундеслізі. Наступного сезону перебувала в заявці німецького клубу на сезон, але не зіграла жодного офіційного поєдинку.

## Кар'єра в збірній
У футболці національної збірної Польщі дебютувала 11 березня 2007 року. Виступала в кваліфікаційному раунді чемпіонату Європи 2009 року. Загалом за збірну Польщі зіграла 43 матчі.

## Кар'єра тренерки
З 2018 року очолює жіночу команду «Скра» (Ченстохова).